# Endre Nemes
Endre Nemes, narozen jako Endre Nágel (10. listopadu 1909 Pécsvárad, Maďarsko – 22. září 1985 Stockholm, Švédsko), byl malíř, grafik, scénograf a pedagog. V mládí žil na Slovensku, ve 30. letech studoval a žil v Praze a za války nalezl azyl ve Švédsku, kde pak strávil většinu života.

## Život
Endre Nágel se narodil v židovské rodině maďarského státního úředníka jako prostřední ze tří bratrů. Rodina se krátce nato přestěhovala do Levoče a později do Spišské Nové Vsi, kde Endre navštěvoval školu. Gymnázium dokončil v Budapešti a odešel do Vídně s úmyslem studovat filozofii. Po několika měsících se vrátil na Slovensko, přijal umělecké jméno Nemes, psal básně a pracoval jako novinář.
V letech 1928–1930 se v Praze živil jako karikaturista a 1930–1935 studoval na Akademii výtvarných umění v ateliéru Williho Nowaka a působil jako výtvarný kritik deníku Magyar Ujság. Na akademii byl přijat bez nutnosti absolvovat tři přípravné ročníky.
K jeho přátelům patřili členové Skupiny 42, F. Gross, F. Hudeček a V. Bartovský, malíř a dramatik Peter Weiss, slovenští malíři Cyprián Majerník a Koloman Sokol a fotograf Tibor Honty. S přítelem Jakubem Bauernfreundem navštěvoval sochaře Bernarda Redera a pomohl zprostředkovat jeho pražskou výstavu v Mánesu.
V roce 1933 dostal Nemes cenu Akademie, která zahrnovala stipendijní pobyt v Paříži, a strávil tam tři měsíce s Jakubem Bauernfreundem.
V roce 1936 vystavoval poprvé samostatně v galerii Hugo Feigla a stal se členem Umělecké besedy. Vystavoval také s Prager Secession. Moderní galerie zakoupila jeho obraz Hodina hudby.
Roku 1938 emigroval do Finska, stal se učitelem na malířské škole v Helsinkách a zúčastnil se zde dvou kolektivních výstav. První samostatnou výstavu po emigraci měl v Oslu.
Roku 1940, za první sovětsko-finské války, byl z Finska vypovězen, přechodně pobýval ve Švédsku a nakonec dostal azyl v Norsku těsně před německou invazí. Vstoupil do norské armády jako dobrovolník a po porážce Norů uprchl do Švédska.
V roce 1941 samostatně vystavoval ve Stockholmu a Malmö a sběratel Herman Gotthardt
zakoupil asi patnáct jeho obrazů. Byl zakládajícím členem surrealistické skupiny Minotaur a iniciátorem sdružení Umělci v exilu, se kterým za války vystavoval.
Roku 1945 se oženil s Héléne Exemplaroff, se kterou má dceru Catherine (1947). Roku 1947 byl spoluzakladatelem časopisu Prisma a byl jmenován ředitelem a pedagogem Valands Konstskola – kreslířské a malířské školy muzea v Göteborgu, kterou modernizoval a reorganizoval. Krátce navštívil Prahu.
Roku 1948 získal švédské státní občanství, podnikl cestu do Paříže a Londýna, samostatně vystavoval v Göteborgu.
Valands Konstskola byla přizvána na Světovou výstavu akademií výtvarných umění v Miláně (1953). Absolventem Nemesovy školy byl např. malíř Acke Oldenburg (bratranec sochaře Claese Oldenburga). Nemes byl zakládajícím členem sdružení výtvarníků Skupina 54 v Göteborgu, vystavoval samostatně ve Filadelfii (1954).
Roku 1955 Nemes ukončil pedagogické působení ve Valandu, přestěhoval se do Stockholmu a věnoval se volné tvorbě. Roku 1959 byl pozván na Documenta II do Kasselu.
V roce 1960 zemřela jeho žena Héléne. V roce 1963 se oženil s keramičkou Britt-Louise Sundell a roku 1965 se jim narodila dcera Lena.
V roce 1965 obdržel státní tvůrčí stipendium a výroční státní cenu za uměleckou tvorbu a byl jmenován členem Švédské Královské akademie pro svobodná umění. Profesorem byl jmenován roku 1968.
V 60. letech 20. stol. měl retrospektivní výstavy v pražském Mánesu, brněnském Domě umění a Slovenské národní galerii, v Helsinkách, Oslu, Lyngby, Kodani, Lundu a Stockholmu, roku 1971 v Brně a Ostravě, 1972 ve Stockholmu. Navštívil Prahu a Bratislavu (1966), roku 1968 USA a Kanadu a roku 1972 Izrael. Roku 1973 cestoval do Maďarska a 1974 do SRN a Nizozemska, 1978 do Jugoslávie, Maďarska a Československa.
Životopisné dokumenty o Endre Nemesovi natočila švédská (1972, 1980) a maďarská televize (1982). Fyzik František Janouch s ním v roce 1982 natočil celkem 24 devadesátiminutových rozhovorů, které ještě za svého života Endre Nemes pomohl přepsat a opravit. Kniha nazvaná Pod příkrovem času vyšla s podporou Nadace Charty 77 v Praze roku 2003.
Roku 1981 spolupracoval Nemes v Budapešti a Pécsi na jednání a přípravě velké výstavy maďarského umění 1905–1980, která pak byla představena v Göteborgu a Malmö. Roku 1984 bylo otevřeno muzeum Endre Nemese v Pécsi. Národní galerii v Praze odkázal patnáct svých děl.
Endre Nemes zemřel ve Stockholmu 22. září 1985 ve věku 75 let.
V roce 2012 byla vydražena díla z pozůstalosti Endre Nemese ze 30. a 40. let na aukci ve Stockholmu za více než 50 milionů českých korun. Nejdražším dílem bylo Zátiší s býčí hlavou a bustou, 1936, olej na plátně (75 × 100 cm) za 2 mil. českých korun.

### Ocenění
- 1933 Cena Akademie, pařížské stipendium
- 1965 Státní cena za uměleckou tvorbu
- 1965 jmenován členem švédské Královské akademie pro svobodná umění
- 1967 Vyznamenání Za zásluhy, město Göteborg
- 1968 čestná cena, 6. mezinárodní bienále grafiky, Tokyo, jmenován profesorem
- 1970 rytíř Královského řádu Vasa (Riddare av Kungliga Vasaorden)
- 1972 zlatá medaile, norské bienále grafiky, Fredrikstad
- 1980 Medaile Prince Eugena za mimořádnou uměleckou tvorbu
- 1982 cena Henrika Steffena, Univerzita v Kielu
- 1984 čestný doktorát, Univerzita v Göteborgu
- 1984 medaile Janus Pannonia, otevřeno muzeum Endre Nemese v Pécsi

### Nemesovi žáci
Erland Brand, Knut Yngve Dahlbäck, Leif Ericson, Valter Gibson, Acke Oldenburg, Bengt Olson, Hardy Strid, Ulf Trotzig, Denice Zetterquist, Jörgen Zetterquist, Olle Zetterquist

## Dílo

### Malba

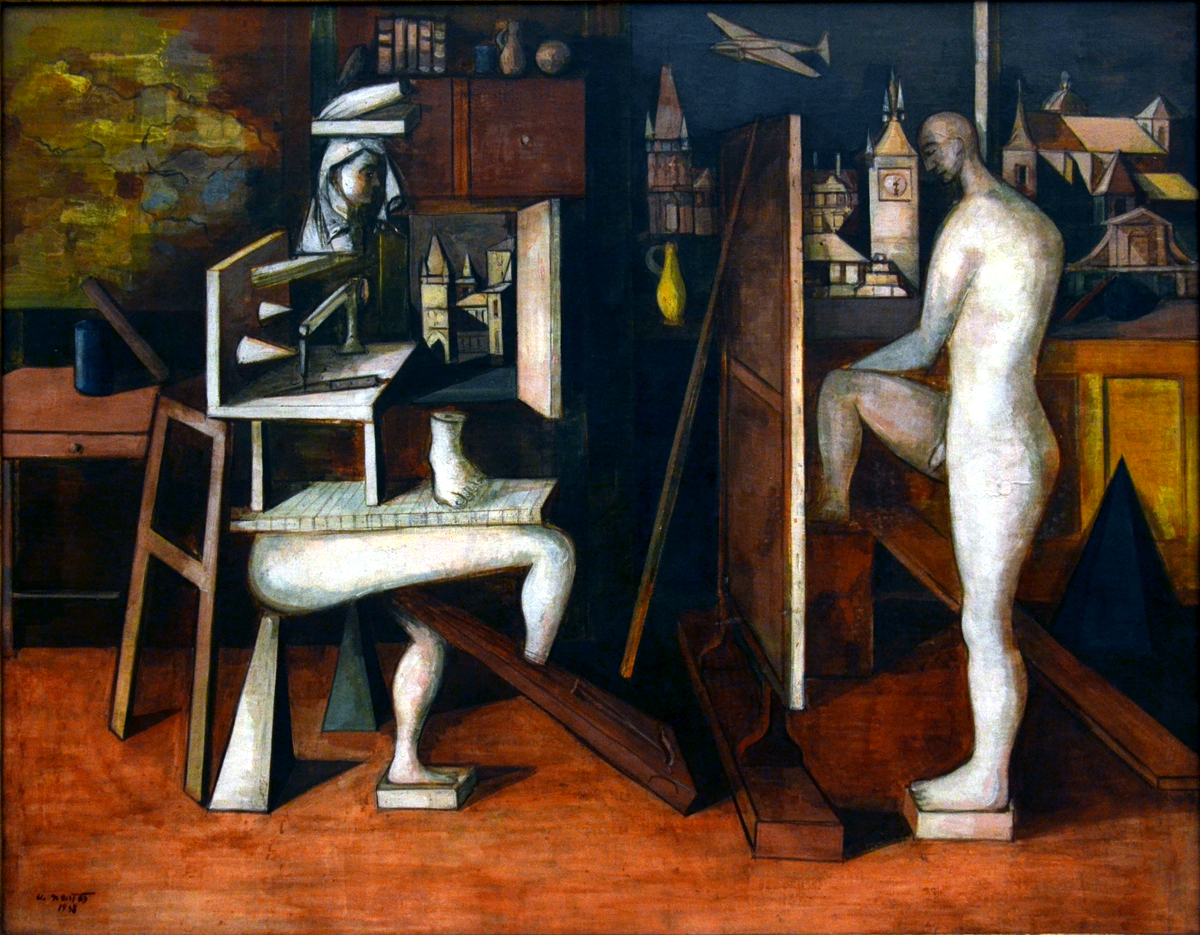
Endre Nemes, Malíř v ateliéru, 1938, NG Praha

Endre Nemes byl zpočátku ovlivněn expresionismem Kokoschky, Soutina, Rouaulta a Muncha. V letech 1933–38 se pokoušel o vlastní parafráze kubismu a strukturální malbu (Láhev, olej s pískem, 1935, Šašek, 1935). Zajímaly ho kresby schizofreniků, které shromáždil Hans Prinzhorn (Bildnerei der Geisteskranken, 1922) a dětské kresby a pokoušel se o automatické kresby se zavázanýma očima (Svádění, tužka, kvaš, 1936).
Po překonání kubistického období se vrátil k figurálnímu malířství. V Nemesově malbě i technice tempery lze nalézt vliv Giorgia de Chirica. Námětem obrazů byly figury a jejich fragmenty kombinované s různými objekty, umístěné do iluzívního prostoru a malované staromistrovskou technikou. Jak sám přiznává, pokoušel se Chiricův vliv obměnit a zahrnout pražskou skutečnost a umělecké prostředí i tíživou situaci v době bezprostředního ohrožení válkou.

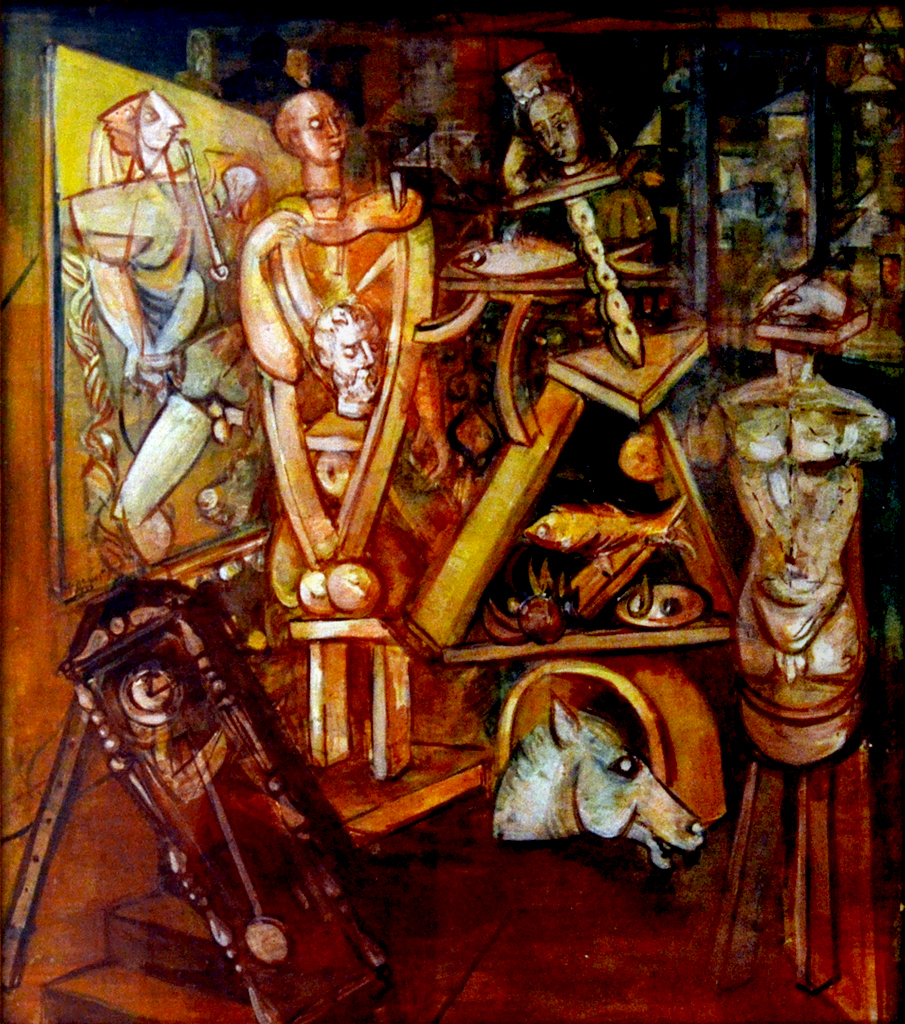
Endre Nemes, Muž a žena (interiér), 1937, NG Praha

V letech 1936–1937 maloval Nemes závažná díla, která jsou záznamem jeho tvůrčího hledání a pokusem předat své halucinace a vize prostřednictvím stále složitějších znaků a kódů. Objevují se v nich figury bez kůže, postavy podobné automatům, symboly ubíhajícího času, matematické přístroje, strojky, astrologické mapy, fragmenty soch, figur, zvířat a architektur. Tvarové rozpojení přirozených celků a jejich nové fantaskní uspořádání je metaforickým zpodobením ztráty jistot a symptomem rozpadu hodnot (Sedící malíř před malířským stojanem, 1936, Pomník básníka, 1937).
V období před vypuknutím války (1937–38) vytvořil sérii metafyzických obrazů Madon jako ochránkyň Prahy. Na obrazech jsou šerosvitné interiéry se surrealistickými soubory předmětů a mechanismů (Pražská pieta, 1937, Pražská nevěsta, 1938). Během války namaloval obrazy, které svou poetikou znovu odkazují k inspiraci G. de Chiricem (Barokní architekt, 1941, Barokní křeslo, 1941). Později jsou častým námětem jeho obrazů harlekýni (Před goblénem, 1943, Melancholický harlekýn, 1944–45). Nemes opouští dosavadní výrazné linie, kontrastní stíny a perspektivní zobrazení a přiklání se k modelaci pomocí barevných ploch.

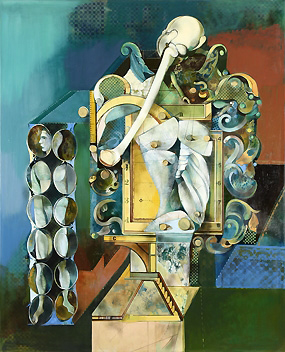
Endre Nemes, Setkání s barokem, 1968-1979, olej, akryl a tempera na plátně, 220 × 180 cm

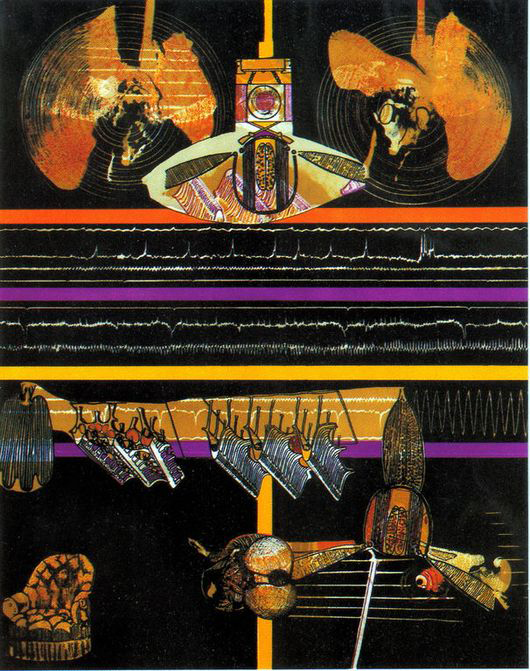
Endre Nemes, Kardiogram, 1971, litografie

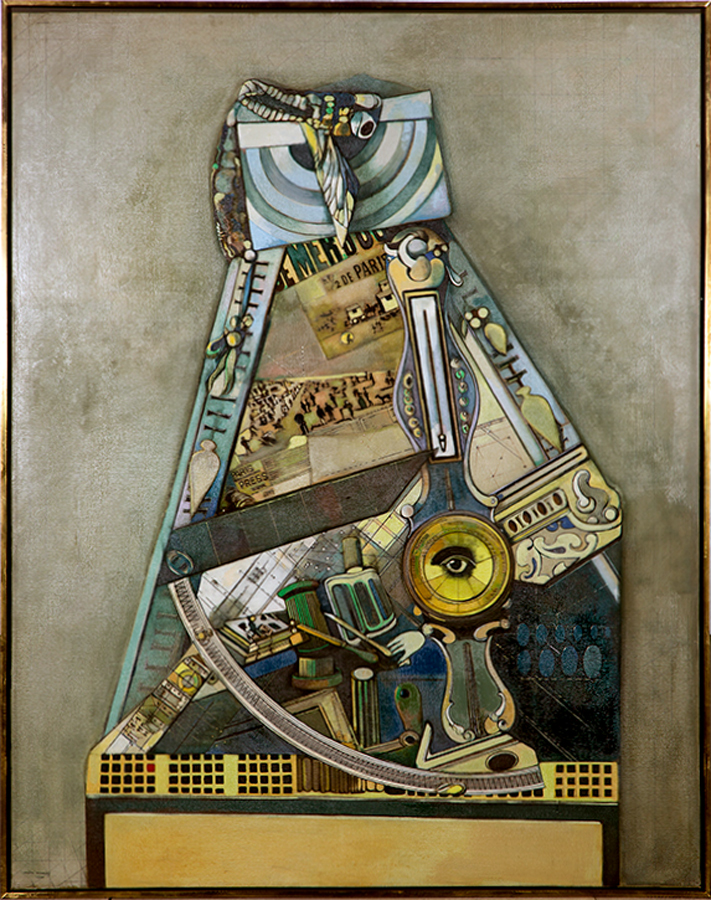
Endre Nemes, Pohlednice z Deauville, 1970

Kromě malířství se Nemes věnoval také scénografii (Gala performance, balet A. Tudora na hudbu Prokofjeva, 1949). V roce 1949 začal experimentovat s průmyslovým smaltem v továrně Gustavsberg a stal se průkopníkem jeho využití pro architekturu. V 50. letech se jeho malířská tvorba pohybuje mezi figurací a lyrickou abstrakcí. Malíř používá různé rastry a kontrast čistých barevných tónů (Figura, 1957, Postava, 1957) Ve veřejném prostoru je nejvýraznějším dílem z tohoto období smaltová stěna ve městě Örebro (210 × 1365 cm), 1961.
Nemesův rozměrný olej Hmyz a vegetativní formy (250 × 675 cm, 1956) pro Göteborský studentský spolek je od roku 1985 umístěn na Univerzitě v Göteborgu. V roce 1967 vytvořil pro jídelnu spolku monumentální akryl na plátně Metafyzické karyatidy (543 × 859 cm). V malbě se vrací k předmětnému zobrazení, ale lidská figura z jeho obrazů přechodně mizí (Zahradní architekt, 1973/74). Obrazy z konce 70. let se Nemes vrací k dědictví renesance a kombinuje prvky klasických architektur a lidské figury s motivy převzatými z různých etap vlastní malby, počínaje kubismem (Dědictví renesance, 1977, Setkání u schodů, 1979/80).
Od roku 1975 až do roku 1984 dělal návrhy gobelínů pro veřejné budovy a firmy a spolupracoval s gobelínovými dílnami v Jindřichově Hradci. Poslední realizace je zobrazením dějin vědy a techniky (Gramatika technologie I a II, 1984–85) pro zasedací síň firmy Volvo..

### Scénografie
- 1949 scéna a kostýmy pro Prokofjevův balet, Královská opera ve Stockholmu
- 1960 scéna a kostýmy k operetě A. Adama, Velké divadlo v Göteborgu

### Realizace v architektuře

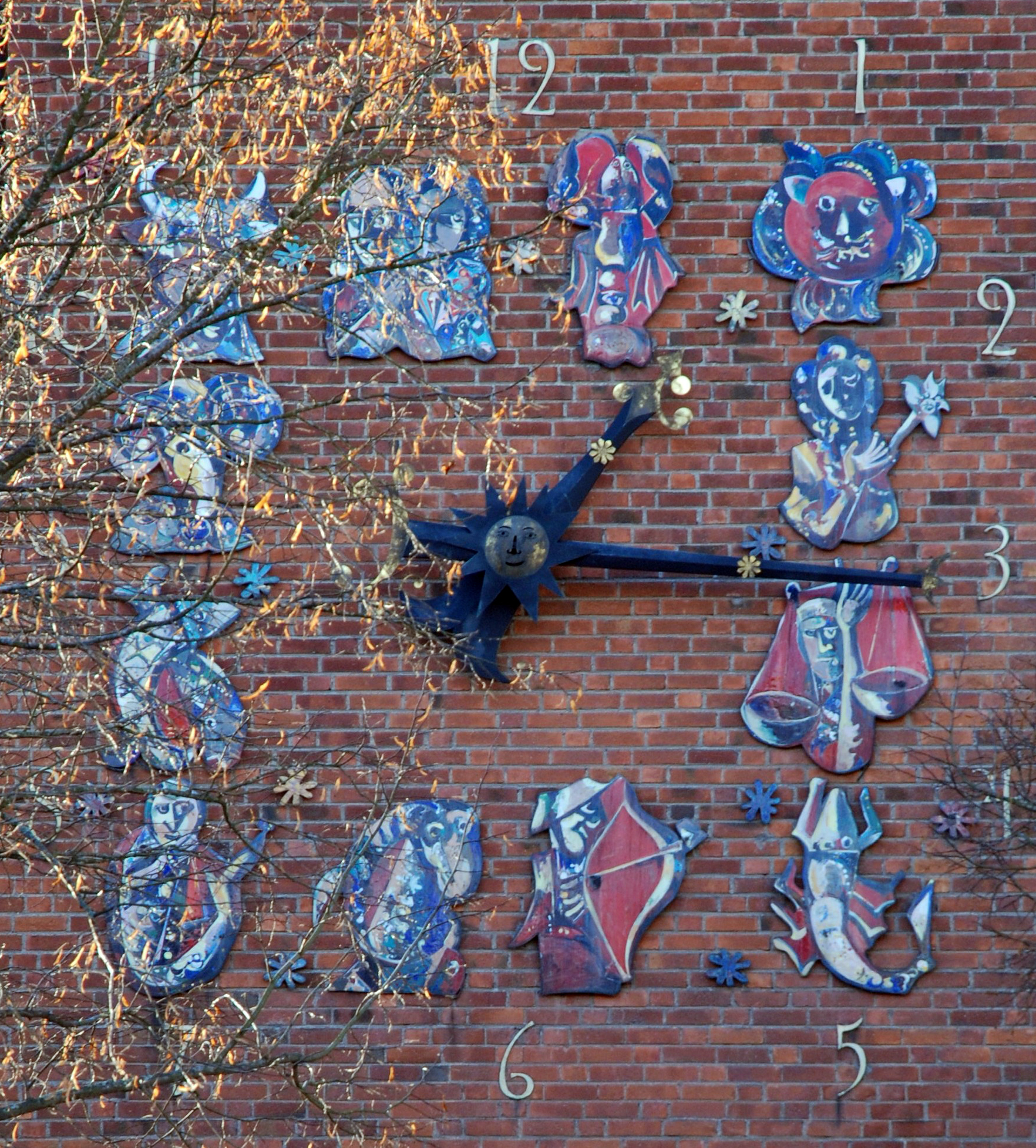
Endre Nemes Zodiakklocka03

- 1949 Hodiny se zodiakem, 4 × 4 m, Västertorp)
- 1951–1952 nástropní stucco lustro na ploše 170 m² v Lysekilu
- 1953–1955 skládaná mramorová intarzie (850 × 840 cm) na náměstí Axel Dahlströmstorg v Göteborgu (Högbotorp).
- 1955 Smaltovaný vlys (150 × 1 400 cm) pro průčelí školy Eriksdal, Skövde
- 1957–1958 Nástěnná malba (stucco lustro), škola Härryda (140 × 750 cm), šest smaltových obrazů pro věznici v Skogome
- 1960 Smalt, průčelí Obecního domu, Starrkärr u Göteborgu (590 × 290 cm)
- 1961 Kovová mříž 600 × 300 cm, soukr. vila, Göteborg
- Smaltový vlys (210 × 1400 cm), sídliště Örebro
- Smalt (250 × 500 cm), spořitelna v Hötorgscity, Stockholm
- Smalt (120 × 360 cm), restaurace Aniara, Stockholm
- 1964 Smalt (260 × 360 cm) hlavní budova firmy Kjessler/Mannerstrale, Stockholm
- 1965 stucco lustro, Dům bytového podniku Göteborg (250 × 350 cm)
- 1966 stucco lustro, Psychiatrická klinika Nörrköping (246 × 485 cm)
- 1971 sedm maleb pro švédskou Sněmovnu
- 1975 goblén Setkání epoch (320 × 300 cm), Konsum ve Stockholmu
- 1976 triptych goblénů Okna v Norrbottenu, Lulea (200 × 700, 330 × 275, 330 × 275 cm)
- 1977 goblén List z obrázkové knihy, nemocnice Göteborg (290 × 1435 cm)
- 1982 goblén Stockholmské elegie, Muzeum Bochum (440 × 450 cm)
- 1984 dvě skleněná okna (230 × 130 cm), Muzeum Endre Nemese, Pécs
- 1982–1984 triptych goblénů, První spořitelna ve Stockholmu (330 × 690, 330 × 540, 330 × 540 cm)
- 1985 goblény Gramatika technologie I a II, ředitelství Volvo, Göteborg-Torsland (240 × 320, 240 × 384 cm)

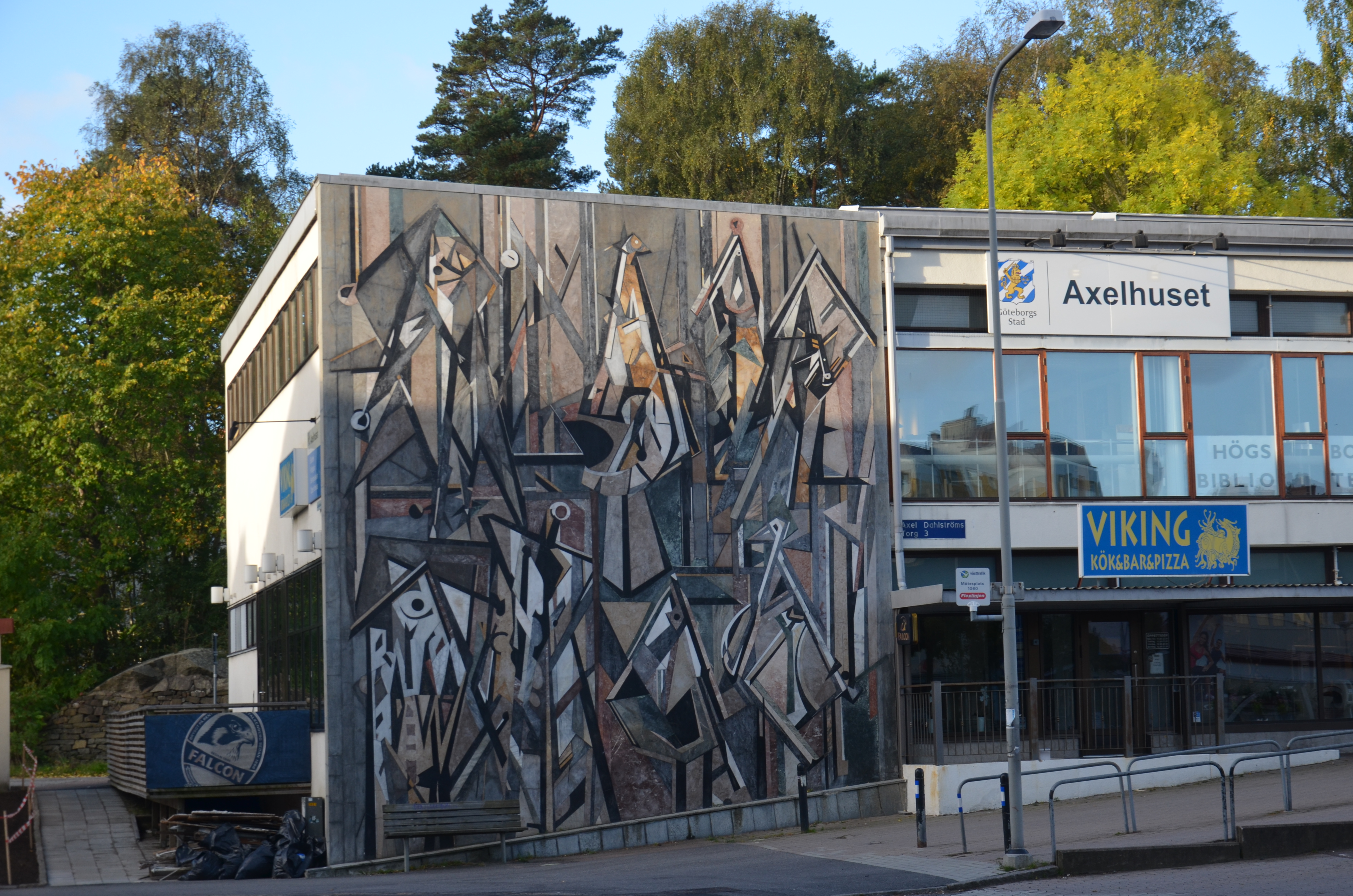
Endre Nemes, mramorová intarzie, Göteborg

### Výstavy

#### Autorské (výběr)
- 1936 Galerie Hugo Feigl, Praha (s Jakubem Bauernfreundem)
- 1941 Stockholm, Malmö
- 1945 galerie Tókanten, Kodaň
- 1947 galerie Barva a tvar, Stockholm
- 1948 Dům umění, Göteborg
- 1950 Göteborg, Stockholm
- 1954 Printed Art Club, Filadelfie
- 1958 Akademie výtvarných umění, Stockholm, Dům umění, Göteborg
- 1959 Documenta II, Kassel, Galerie Charles Lienhard, Curych, Spolek umělců, Freiburg
- 1962 Dům umělců, Stockholm
- 1963 Retrospektivní výstava Jakub Bauernfreund-Endre Nemes, Národní galerie v Praze
- Retrospektivní výstava, Dům umění Lund, Dům umění Göteborg, Muzeum Norrköping
- 1965 Dům umělců, Stockholm, Muzeum kraje Jönköping, Drian Galleries, Londýn
- 1966 Retrospektivní výstava Mánes, Praha, Dům umění, brno, Slovenská národní galerie, Bratislava
- 1967 Galerie Aronowitsch, Stockholm, Hallandské muzeum, Halmstad, Dům umění, Uppsala, Galerie Scandinavia, Stockholm
- 1969 Muzeum výtvarných umění Amose Andersona, Helsinki, Dům umělců, Oslo, radnice v Lyngby, galerie Prisma, Kodaň, Dům umění, Lund
- 1971 Valdštejnská jízdárna NG, Praha (s Erikem Gratem), Slovenská národní galerie, Bratislava
- Retrospektivní výstava Nemes, Brno, Galerie výtvarného umění v Ostravě
- 1972 Rubinsteinův pavilon, Muzeum Tel Aviv
- 1973 Retrospektivní výstava Nemes, Muzeum výtvarných umění Göteborg, Västeras
- Szépmüvészeti mźeum, Budapešť
- 1974 Retrospektivní výstava Nemes, Muzeum Bochum
- 1975 Muzeum výtvarných umění v Borasu
- 1978 Galerie Art 9 ˇ78, Basilej, pavilon Cvijeta Zuzorič, Bělehrad
- 1979–1980 Retrospektivní putovní výstava Akademie výtvarných umění, Stockholm, Muzeum výtvarných umění Göteborg, Dům umění Malmö, Norsko: Bergen, Stavanger, Trondheim, Galerie F15, Moss, Dánsko: Alborg, Island: Reykjavík, galerie Astley, Uttersberg
- 1982 Retrospektivní putovní výstava, Nemzeti galéria, Budapešť, Galéria v Pécsi, Valdštejnská jízdárna NG v Praze
- 1983 Spolek přátel umění Bollnäs, Hälsingland muzeum, Hudiksvall
- 1984 Muzeum výtvarného umění Västeras
- 2007–2008 Pálffyho palác, Bratislava[11]

#### Skupinové (výběr)
- 1943 Skupina Minotaur, radnice Malmö
- 1945 Mladé mezinárodní umění, Uppsala
- 1954 Skupina 54, Göteborg
- 1959 Skupina Nový Valand, Dům umělců, Oslo
- 1970 Müczarnok, Budapešť
- 1976 Vilém Nowak a jeho škola, Národní galerie v Praze

### Zastoupení ve sbírkách (výběr)
- Národní galerie v Praze
- Moravská galerie Brno
- Slovenská národná galéria, Bratislava
- Ateneumin Taidemuseo, Helsinki
- Nasjonalgalleriet Oslo
- Nationalmuseum Stockholm
- Moderna Museet Stockholm[12]
- Göteborg Konstmuseum
- Gallerie degli Uffizi, Florencie
- Tel Aviv Museum
- Israel Museum, Jerusalem
- Endre Nemes Múzeum, Pécs
- Narodni muzej, Bělehrad
- Museum Bochum
- The Brooklyn Museum, New York
- Philadelphia Museum of Art
- University of Liverpool